# Diaphania oriolalis
Diaphania oriolalis is een vlinder uit de familie van de grasmotten (Crambidae), uit de onderfamilie van de Spilomelinae. De wetenschappelijke naam van deze soort is voor het eerst voorgesteld door Pierre Viette in een publicatie uit 1958.
De soort komt voor op het eiland Grande Comore (Ngazidja) van de Comoren.